# 濡女

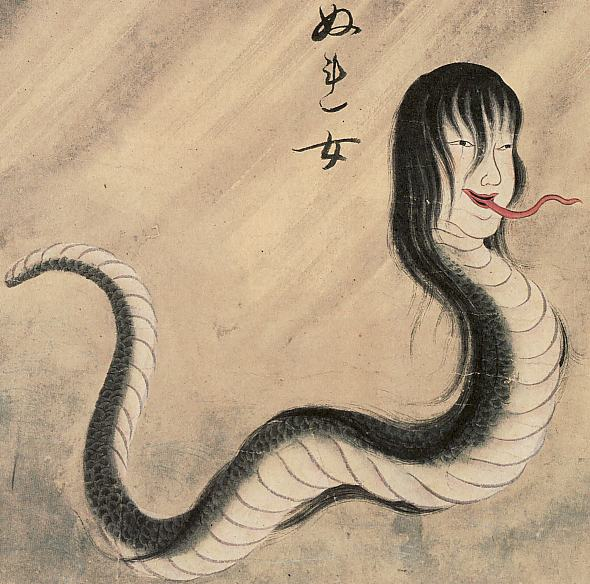
佐脇嵩之『百怪図巻』より「ぬれ女」

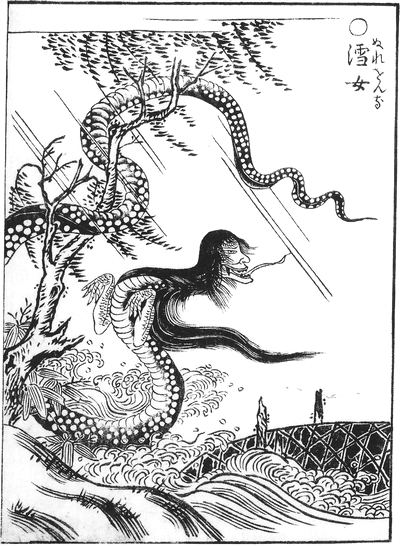
鳥山石燕『画図百鬼夜行』より「濡女」

鳥取県境港市・水木しげるロードに設置されている「濡れ女」のブロンズ像。

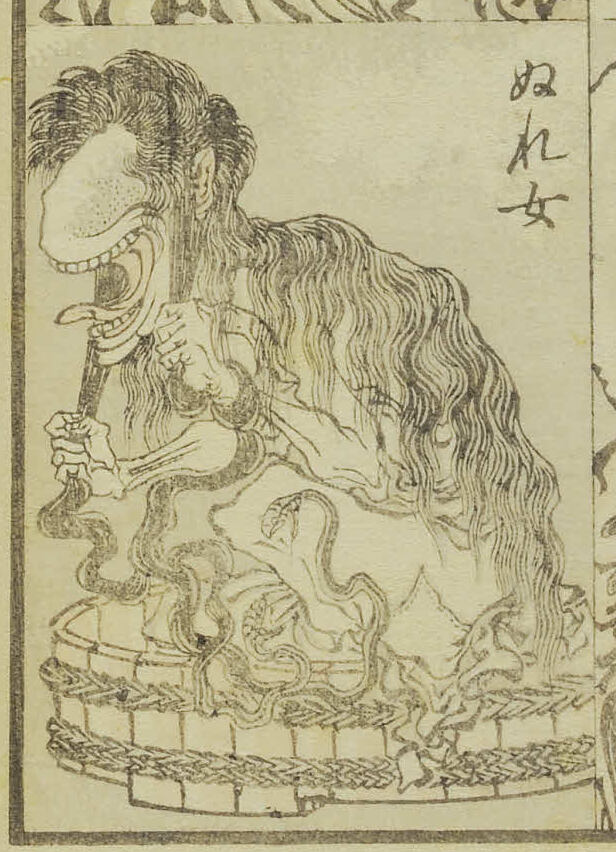
河鍋暁斎『暁斎漫画』より「ぬれ女」

濡女（ぬれおんな）は、日本の妖怪。

## 概要
九州の妖怪・磯女に近いもので、磯女同様に海や川に現れるという。名称は、常に髪が濡れているという伝承に由来する。ウミヘビの化身とする説もある。
江戸時代の『百怪図巻』『画図百鬼夜行』などで蛇体の女の妖怪として多くの妖怪画が残されていることから、当時はよく知られた妖怪だったと考えられているが、蛇体としての濡女の話は、当時の古典資料では確認されていない。しかし昭和初期の民俗学者・藤沢衛彦の著書『妖怪画談全集 日本篇 上』によれば、参考とされた一次出典の名は挙げられていないものの、江戸時代の文久2年（1819年）の話として以下のように記述されている。
越後国（現・新潟県）と会津（現・福島県）の境のとある川岸に、若者たちが木材を得るために何艘かの船で出かけたところ、1艘が彼方へ流されてしまった。流れた船の者たちが、髪を洗っている1人の女を見つけ、不思議に思っていたが、やがて悲鳴を上げて必死に船を漕ぎ出した。
ようやく仲間の船と合流し、仲間が「大蛇でも見たか?」と尋ねると、流されたほうの者たちは「もっと恐ろしいものだ。濡女だ!」と答えた。仲間は話を信じず、その者たちの制止を聞かずに女のいたという場所へ向かった。流された者たちは恐怖のあまり引き返したが、濡女のほうへ向かった仲間たちの下からは恐ろしい叫び声が何度も聞こえた。濡女の尻尾は3町（約327メートル）先まで届くので、見つかったら最後、決して逃げることはできないのだといわれ、その仲間たちもついに戻って来ることはなかったという。
この話においては濡女の姿は直接描写されていないものの、尻尾が3町先まで届くということから、蛇体の姿と考えられている。同様の話は山田野理夫の著書『東北怪談の旅』や、文学博士・笹間良彦の著書『図説・日本未確認生物事典』にも見えるが、共に一次出典となる資料の名は挙げられていない。

## 濡女の伝承
島根県石見地方でいう「ヌレオンナ」は、「牛鬼」に使われる水妖で、海辺に現れ、抱いている赤子を人に渡して海に入ると、牛鬼が現れる。頼まれた人間は、赤子を投げ捨てて逃げようとするが、赤子が重い石になって離れない。その為牛鬼に喰い殺されてしまうと伝えられる。従って、赤子を抱かされたときは手袋をはめて抱き、逃げるときは手袋ごと赤子を投げ出すものだと云う。また濡女は牛鬼の化身との説もあり、島根の大田市の伝承では、濡女に赤子を預けられた男が牛鬼に襲われ、どうにか逃げ切ったところ、牛鬼が言った「残念だ、残念だ」との声が濡女と同じ声であったという。